# Parc des expositions de Cologne
Le parc des expositions de Cologne (Koelnmesse) est un complexe destiné aux salons, expositions, foires et autres manifestations événementielles situé à Cologne en Rhénanie-du-Nord, Allemagne. Fondé en 1922, il s'agit du plus grand parc des expositions du pays. Il est géré par l'organisation Koelnmesse.
Le lieu est en partie connu à l'international pour le salon européen consacré au jeu vidéo gamescom qui est le successeur de la Games Convention de Leipzig.

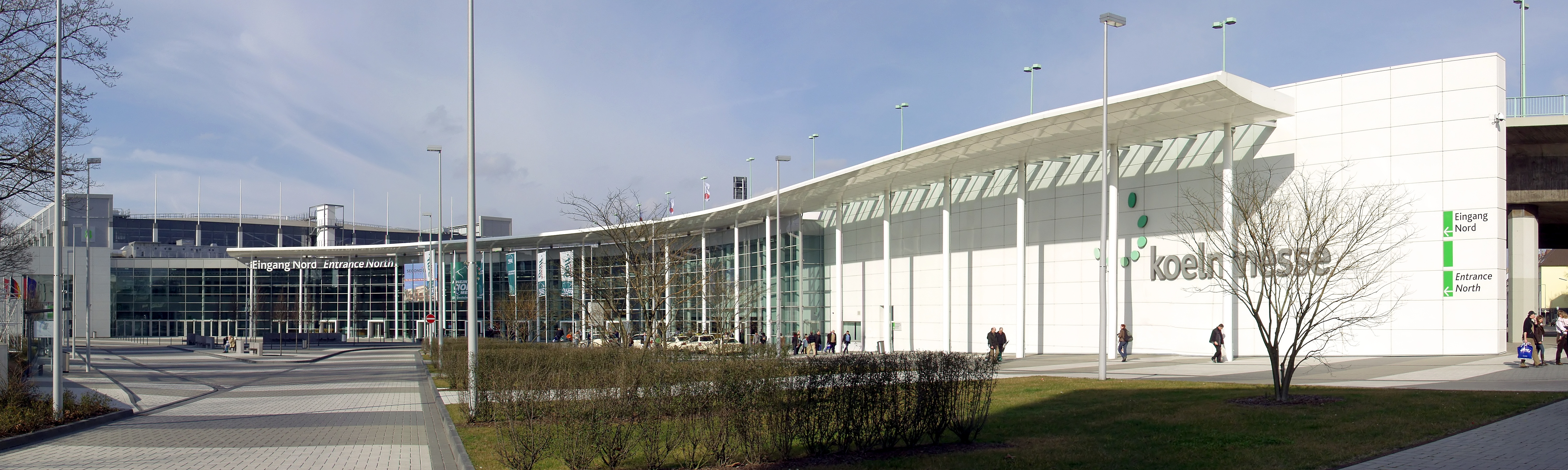
Entrée nord du Koelnmesse

## Salons
Liste non exhaustive des salons présent (bi)annuellement :
- Anuga
- Art Cologne
- imm Cologne
- Dmexco
- gamescom
- Intermot
- Internationale Dental-Schau (IDS)
- Internationale Süßwarenmesse
- Orgatec
- photokina
- Role Play Convention

## Localisation
Le koelnmesse est situé dans le district de Deutz, dans la partie est de Cologne, non loin de la gare de Cologne Messe/Deutz.

## Filiales
| Nom                                      | Lieux                  | Lien internet            |
| ---------------------------------------- | ---------------------- | ------------------------ |
| KölnKongress GmbH                        | Cologne, Allemagne     | www.koelnkongress.de     |
| Koelnmesse International GmbH            | Cologne, Allemagne     | www.koelnmesse.de        |
| - Koelnmesse Pte. Ltd.                   | Singapour, Singapour   | www.koelnmesse.com.sg    |
| - Koelnmesse Inc.                        | Chicago, États-Unis    | www.koelnmessenafta.com  |
| - Koelnmesse Co. Ltd.                    | Pékin, Chine           | www.koelnmesse.cn        |
| - Koelnmesse Ltd.                        | Hong Kong, Hong Kong   | www.koelnmesse.cn        |
| - Koelnmesse S.r.l.                      | Milan, Italie          | www.koelnmesse.it        |
| - Koelnmesse Co. Ltd.                    | Tokyo, Japon           | www.koelnmesse.jp        |
| - Koelnmesse w Polsce                    | Varsovie, Pologne      | www.koelnmesse.pl        |
| - Koelnmesse YA Tradefair Pvt. Ltd.      | Mumbai, Inde           | www.koelnmesse-india.com |
| - Koelnmesse Organização de Feiras Ltda. | Rio de Janeiro, Brésil | www.koelnmesse.com       |

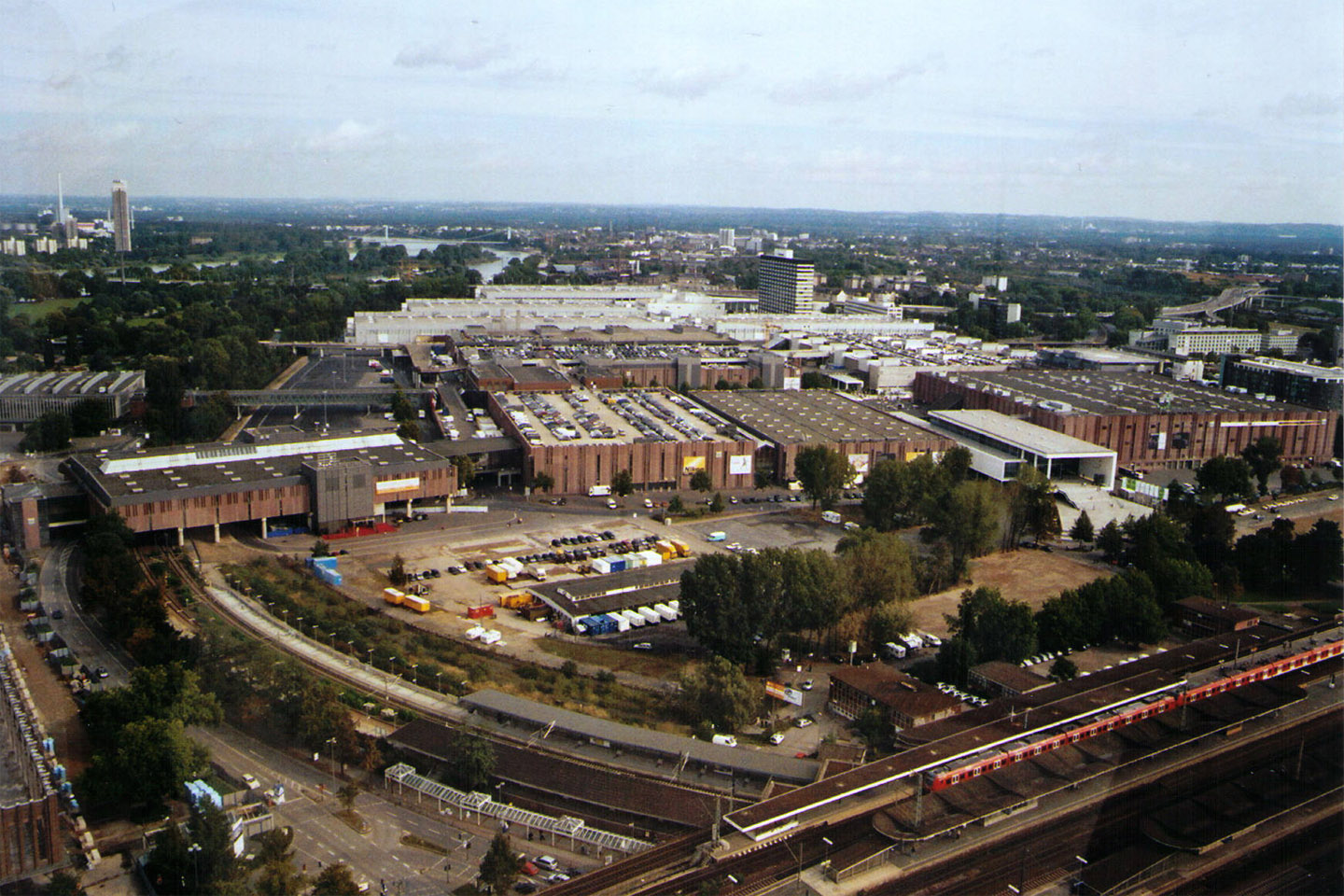
Vue du ciel (2006)
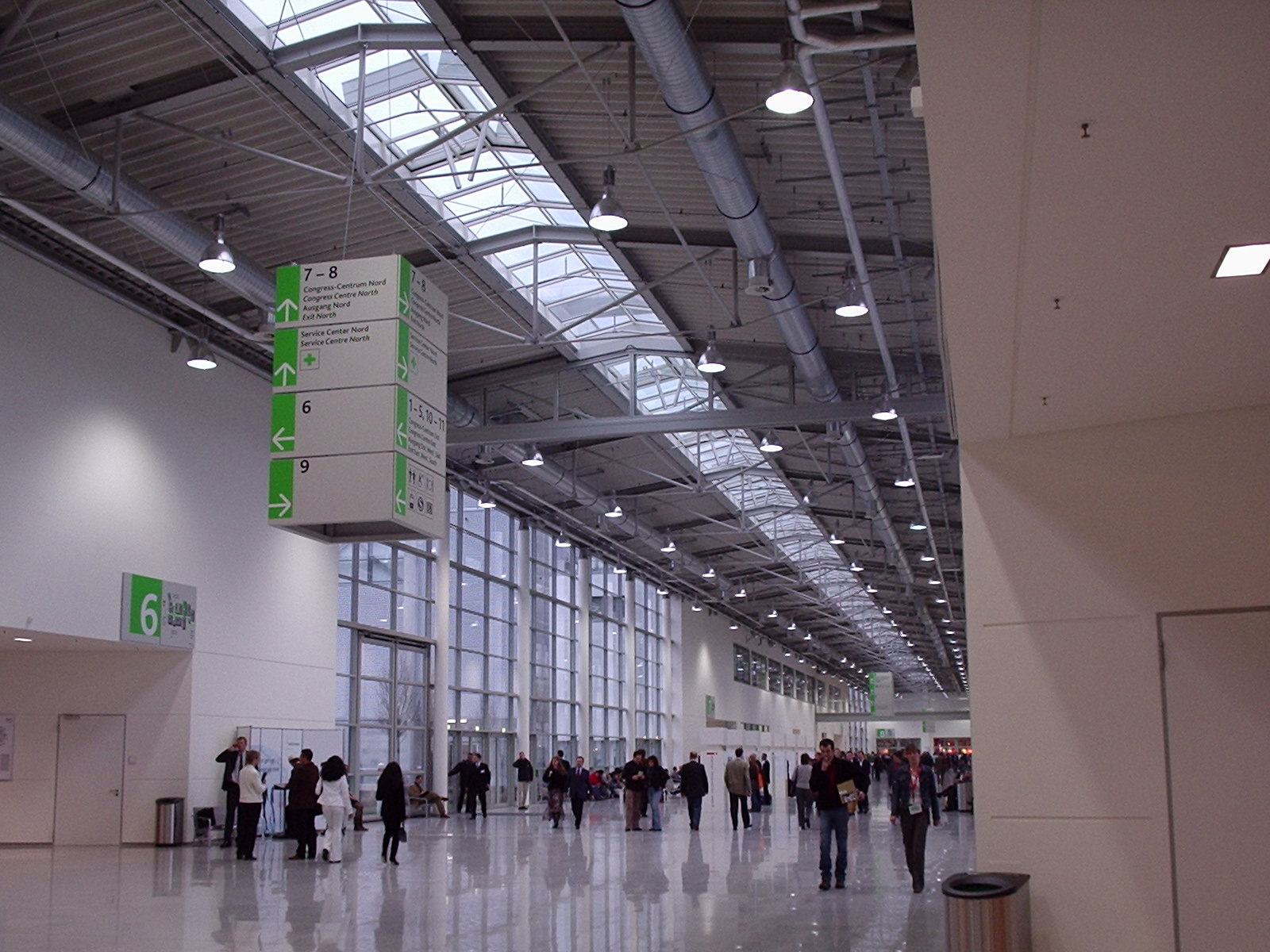
Hall Nord (2006)
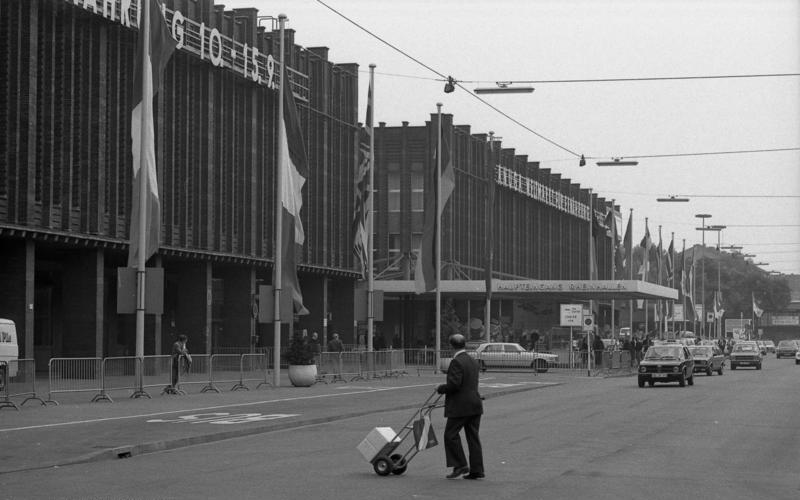
Entrée lors du salon Anuga (1977)